# Constance Cummings
Constance Cummings (ur. 15 maja 1910 w Seattle, zm. 23 listopada 2005 w Wardington) – amerykańska aktorka filmowa i telewizyjna.

## Filmografia

### Seriale
- 1951: Schlitz Playhouse of Stars
- 1956: Armchair Theatre jako Kathleen Moore / Helga
- 1967: ITV Playhouse jako Lola
- 1973: Away from It All jako Lady Grania

### Filmy
- 1931: Ostatnia parada jako Molly Pearson
- 1933: The Mind Reader jako Sylvia
- 1936: Seven Sinners jako Caryl Fenton
- 1950: Into the Blue jako Pani Kate Fergusson
- 1986: Altanka nieboszczyka jako Amy Folliatt

## Wyróżnienia
Została uhonorowana tytułem Komandora Orderu Imperium Brytyjskiego (C.B.E). Posiada swoją gwiazdę na Hollywoodzkiej Alei Gwiazd.